# Бармашев Костянтин Андрійович
Костянтин Андрійович Бармашев (Бармашов) (нар. 1893, місто Миколаїв, тепер Миколаївської області — ?) — радянський казахський діяч, голова виконавчого комітету Семипалатинської і Джамбульської міських рад Казахської РСР. Депутат Верховної Ради СРСР 1-го скликання (1937—1946).

## Біографія
Народився в родині робітника. Освіта початкова.
У 1907—1913 роках — розбирач-складач друкарні в місті Миколаєві. У 1913—1914 роках — чорнороб, складач заводу «Руссуд» в місті Миколаєві.
У 1914—1918 роках — рядовий, старший унтер-офіцер російської армії на Південно-Західному фронті. Учасник Першої світової війни.
У 1918 році — командир загону Червоної гвардії міста Херсону. У 1918 році перебував у військовому госпіталі і в'язниці в Херсоні.
У 1918—1919 роках — складач друкарні «Шлях соціал-демократа» в місті Миколаєві.
У 1919—1920 роках — рядовий, командир взводу в частинах 45-ї стрілецької дивізії РСЧА.
У 1921—1926 роках — складач державної друкарні імені Леніна в місті Миколаєві.
Член РКП(б) з 1925 року.
У 1926—1927 роках — секретар партійного комітету державної друкарні імені Леніна в місті Миколаєві. У 1927—1928 роках — складач державної друкарні імені Леніна в місті Миколаєві. У 1928—1930 роках — голова заводського комітету державної друкарні імені Леніна в місті Миколаєві.
У 1930—1931 роках — голова цехового профспілкового комітету Харківського тракторного заводу імені Серго Орджонікідзе. У 1931—1932 роках — член правління заводського робітничого комітету Харківського тракторного заводу імені Серго Орджонікідзе. У 1932—1936 роках — помічник начальника теплоелектроцентралі (ТЕЦ) Харківського тракторного заводу імені Серго Орджонікідзе.
У 1936—1937 роках — голова будівельного комітету, секретар парткому будівництва Семипалатинського м'ясокомбінату Казахської РСР.
У 1937—1942 роках — голова Семипалатинської міської ради, голова виконавчого комітету Семипалатинської міської ради депутатів трудящих Казахської РСР.
У листопаді 1942 — після 1943 року — голова виконавчого комітету Джамбульської міської ради депутатів трудящих Казахської РСР.
Подальша доля невідома.

## Нагороди
- ордени
- медалі